# 舟 (芸術作品)
『舟』（ふね、フランス語: Le Bateau）はアンリ・マティスによる1953年の切り絵（ペーパーカット）。ガッシュで塗られた紙から切り取った紙きれで構成されている。マティスの晩年に作成された。

## エピソード
1961年10月18日から12月4日までアメリカ合衆国のニューヨーク近代美術館にて開かれたアンリ・マティス展にて、この絵が上下反対に展示されていたことがあった。同展覧会を訪れた客はのべ11万6000人であったが誰にも気付かれることがなく、12月3日になって、展覧会3回目の来場となる株主仲介人のジュヌヴィエーヴ・ハバートによって、カタログの絵と向きが異なっている事を指摘されようやく発覚した。ハバートはその後ニューヨーク・タイムズとアートディレクターのモンロー・ウィーラーにこの事を通知した。指摘を受けたのが最終日前日の夕方であったため、この絵が正しい向きで展示されたのは、最終日である12月4日の僅か1日だけであった。
現在は、アンリ・マティスの晩年作品の一部として同美術館によって所有されている。